# Yoni (album)
Yoni è un album del musicista Ginger, pubblicato nel 2007. Fu prodotto con Tim Smith e Jason Edwards, uno dei Cardiacs e l'altro dei Wolfsbane. L'album fu dedicato ed ispirato ad un membro molto attivo e tenace di una community di Ginger & The Wildhearts, che morì il 3 dicembre 2006.

## Il disco
Jake è una canzone riferita ad uno dei figli di Ginger, che disse al padre “puoi scrivere solo una canzone su tuo figlio, perciò farai bene a farla bene”.
Tutti i testi sono stati scritti da Ginger.

## Tracce
1. Black Windows – 5:35
2. When She Comes – 3:37
3. Holiday – 3:59
4. Smile In Denial – 6:14
5. Jake – 8:25
6. The Night I Was Born Again – 5:25
7. Why Can't You Just Be Normal All The Time – 3:24
8. Can't Drink You Pretty – 5:17
9. This Bed Is On Fire – 5:13
10. Save Me – 5:32
11. Wendy You're Killing Me – 3:33
12. Siberian Angel – 5:31

## Formazione
- Ginger - voce, chitarra, percussioni
- Jason Edwards - chitarra, voce addizionale
- "Random" Jon Poole - basso, voce addizionale
- Denzel Pearson - batteria
- Tim Smith - pianoforte, sintetizzatore, voce addizionale, tastiere, chitarra acustica, organo, percussioni